# Reiner Wiehl
Reiner Wiehl (* 14. November 1929 in Frankfurt am Main; † 30. Dezember 2010 in Heidelberg) war ein deutscher Philosoph und Professor für Philosophie an der Universität Heidelberg.

## Leben
Reiner Wiehl entstammte einer jüdisch-christlich geprägten Familie. Seine Mutter, Margarete Wiehl, geb. Sommer (1895–1972), war Jüdin, sein Vater evangelischer Christ. Zu seinen Verwandten gehörten Hans Ehrenberg und Franz Rosenzweig. 1937 erhielt sein Vater, Karl Wiehl (1898–1952), der Professor für Innenarchitektur an der Stuttgarter Kunstakademie war, Berufsverbot. 1943 wurde dem Sohn der weitere Besuch des humanistischen Gymnasiums verboten. Seine weitere Schulbildung betrieb er autodidaktisch. Die Mutter musste Zwangsarbeit leisten und kam im März ins Konzentrationslager Theresienstadt. Rainer Wiehl wurde noch 1945 in ein Lager im Harz verschleppt. Beide überlebten, wie Wiehl selbst sagte, „nur durch Zufall“.
Nach dem Krieg legte er 1949 am Lessing-Gymnasiums in Frankfurt a. M. die Reifeprüfung ab und studierte anschließend Mathematik, Physik, Romanistik und Philosophie an den Universitäten Frankfurt a. M., Pisa, Nancy, Genua und Heidelberg. In Nancy reichte er 1954 an der Universität eine Diplomarbeit über Benedetto Croces Geschichtsdenken ein. In Frankfurt promovierte er bei Wolfgang Cramer mit einer Dissertation über Alfred North Whiteheads Prozeßphilosophie. Zweitgutachter war Max Horkheimer. Ende 1959 wurde Wiehl zunächst wissenschaftlicher Mitarbeiter, bald darauf Assistent von Hans-Georg Gadamer. Er habilitierte sich 1968 mit einer Arbeit zum Begriff der Dialektik bei Platon und Hegel, folgte 1969 einem Ruf als Ordentlicher Professor für Philosophie an der Universität Hamburg. 1977 kehrte er auf Veranlassung Gadamers und Dieter Henrichs als Nachfolger von Ernst Tugendhat an die Universität Heidelberg zurück, wo er bis zu seiner Emeritierung forschte und lehrte.

## Werk und Wirken
Wiehl arbeitete vor allem auf den Gebieten Philosophische Psychologie, Anthropologie, Hermeneutik und Ontologie. Seine historischen Forschungs- und Lehrgebiete waren die Philosophie der Antike, der Deutsche Idealismus und der Neukantianismus, im Einzelnen Platon, Spinoza, Kant, Hegel, Nietzsche, Hermann Cohen, Franz Rosenzweig, Heidegger, Jaspers und Whitehead, dessen Werk er für die deutschsprachige Philosophie erschloss.
Zentral war für Wiehl das Thema „Metaphysik“. Dabei ging es ihm weniger um einen Rückblick auf die bisherige Metaphysikgeschichte, als „um deren gegenwärtige, erkennbare Bedeutung für die ganze übrige Philosophie, für die Fachwissenschaften und für ein erfülltes Leben“, wie Hans Friedrich Fulda in seiner Laudation zum 80. Geburtstag bemerkte. Die Bewahrung des jüdischen Denkens vor dem Vergessen war Wiehl ein besonderes Anliegen. „Seine eigene Orientierung hielt sich in großer Nähe nicht nur zu den 'Principia Mathematica', sondern auch zu philosophischen Fragen der modernen Physik.“
In seine Untersuchungen zur Korrelation von „Metaphysik und Erfahrung“, von „Subjektivität und Systemen“ sowie zur Theorie der „Zeitwelten“ zeigte Wiehl, „dass auch unter den Bedingungen fortgeschrittener Spezialisierung und Verwissenschaftlichung des philosophischen Diskurses Menschheitsfragen aufgenommen werden können, ohne die Wege zu ihrer Beantwortung durch sterile Gelehrsamkeit zu versperren“. „Wahrheit kann aus Wiehls Sicht nicht nur als Eigenschaft von Theorien oder Sätzen begriffen werden. Sie muss vielmehr als 'Weltgegebenheit' verstanden werden und vom Menschen in seiner jeweiligen Situation her gedacht werden.“ Zu verwirklichen ist die Weltgegebenheit der Wahrheit nur dort, „wo Menschen einander als Personen achten und ehren“.
Von 1993 bis 2006 wirkte Wiehl als Präsident der Internationalen Karl-Jaspers-Stiftung in Basel. Er war Mitglied des Institut International de Philosophie in Paris sowie der Europäischen Akademie der Wissenschaften und Künste zu Salzburg. 1990 erhielt er den Preis der Dr. Margrit Egnér-Stiftung für Anthropologie und humanistische Psychologie.
Beim 50-jährigen Jubiläum der Schwesternschule der Universität Heidelberg im Juni 2003 hielt Reiner Wiehl den Festvortrag zum Thema „Auf der Suche nach einem neuen Menschenbild zwischen Technik und Ethik“ und zeigte sich in dieser Festrede beeindruckt von der ersten Schulleitung dieser Schule, Olga von Lersner.

## Veröffentlichungen (Auswahl)
Autor
- Die Vernunft in der menschlichen Unvernunft. Das Problem der Rationalität in Spinozas Affektenlehre. Vandenhoeck und Ruprecht, Göttingen 1983. ISBN 3-525-86201-6
- Metaphysik und Erfahrung. Philosophische Essays. Suhrkamp, Frankfurt a. M  1996. ISBN 3-518-28845-8
- Zeitwelten. Philosophisches Denken an den Rändern von Natur und Geschichte. Suhrkamp, Frankfurt a. M  1998. ISBN 3-518-28966-7
- Subjektivität und System. Suhrkamp, Frankfurt a. M  2000. ISBN 3-518-29094-0
- Philosophische Ästhetik zwischen Immanuel Kant und Arthur C. Danto. Mit einer Einführung hrsg. von Horst-Jürgen Gerigk. Vandenhoeck und Ruprecht, Göttingen 2004. ISBN 3-525-30146-4

- Von der inneren Unfreiheit des Menschen. Philosophische Aufsätze über Emotionen. Karl Alber, Freiburg / München 2011. ISBN 978-3-495-48432-6

Herausgeber
- mit Rüdiger Bubner und Konrad Cramer: „Neue Hefte für Philosophie“ (1973–1992) und ab 1992 „Neue Studien zur Philosophie“
- Geschichte der Philosophie in Text und Darstellung. Band 8: 20. Jahrhundert. Reclam, Stuttgart 1981, 1984, 1987, 1995. ISBN 3-15-009918-8
- Die antike Philosophie in ihrer Bedeutung für die Gegenwart. Kolloquium zu Ehren des 80. Geburtstages von Hans-Georg Gadamer. Winter, Heidelberg 1981. ISBN 3-533-02982-4
- mit Dominic Kaegi: Karl Jaspers – Philosophie und Politik. Internationales Symposion Heidelberg 1998. Winter, Heidelberg 1999. ISBN 3-8253-0920-7
- mit Friedrich Rapp: Whiteheads Metaphysik der Kreativität. Internationales Whitehead-Symposion Bad Homburg 1983, Karl Alber, Freiburg / München 1986, ISBN 3-495-47612-1